# Europafilm
Europafilm AB (ofta skrivet som AB Europa Film) var ett svenskt film- och biografbolag. Bolaget bildades 1930 och upphörde i samband med fusionen med Svensk Filmindustri (SF) vid årsskiftet 1984/1985.

## Historia

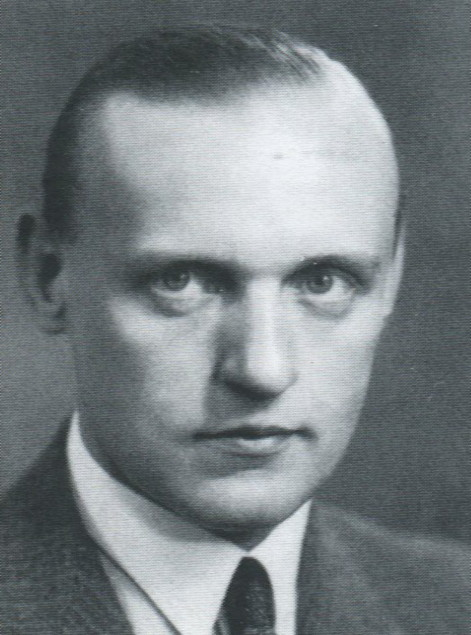
Gustav Scheutz.

Europafilm grundades 1930 av bröderna Gustav Scheutz och Per Scheutz, med stöd av regissören Schamyl Bauman. Namnet hade Bauman låtit registrera några år tidigare. Tanken var att börja importera europeiska talfilmer men snart bestämde bolagets ledning att svensk tonfilm var något att satsa på.
Bolagets första film blev Kärlek och landstorm som Bauman själv regisserade. Film började spelas in sommaren 1931 i Åbo. Efter problem med inspelningen – ljudet hade försvunnit på grund av felaktig hantering av filmen – så färdigställdes filmen i Stockholm. Filmen blev en oväntat stor framgång och Gideon Wahlberg, som skrivit förlagan och spelade huvudrollen, skulle kommande år leverera fler pjäser som blev framgångsrika filmer som bidrog till att göra Europafilm till en solid filmindustri.
Inspelningslokaler blev från 1933 en nedlagd cementplattefabrik i Mariehäll i Bromma, Stockholm där tre filmstudios uppfördes. Europa Film hyrde fabrikslokalerna från hösten 1932 och köpte dem 1933. Det var Emil A. Pehrsson (senare Lingheim) som hittade lokalerna. Anledningen till flytten var inspelningen av Fridolf i lejonkulan med cirkusdjur som krävde utrymme. År 1943 köpte Europafilm Folkteatern, och under några år fungerade den som biograf parallellt med teaterverksamheten. 
Biograf Saga i Stockholm var bolagets stora premiärbiograf. Den byggdes 1937 i en av de nya kontorsfastigheterna längs Kungsgatans norra sida. År 1941 övertog Europafilm även aktiemajoriteten i AB Stjärnbiografer och fick därmed tillgång till flera biografer i övriga Sverige. Antalet biografer var cirka 100 år 1980. Bolaget hade också ett samarbete med Anders Sandrew.

### Uppgång

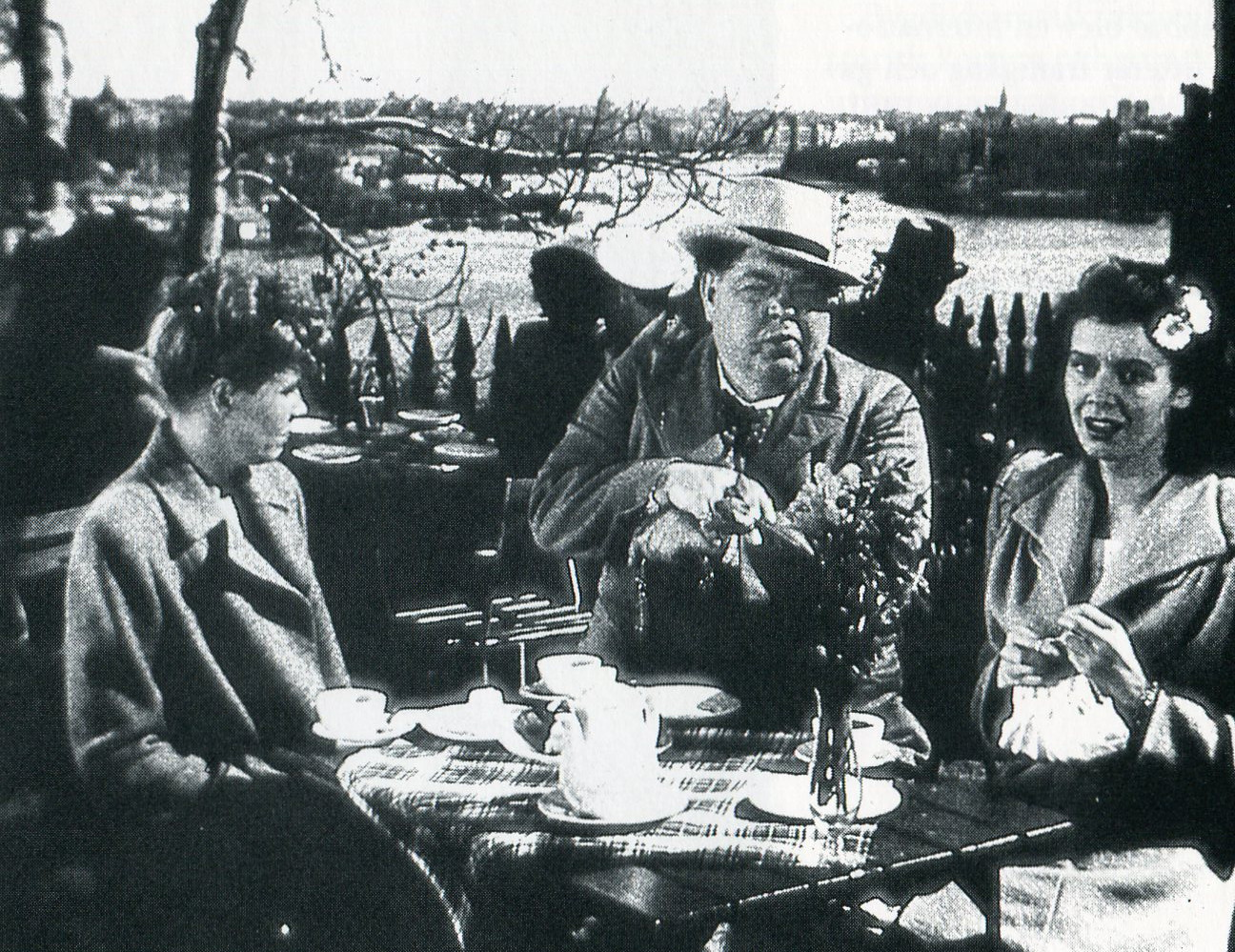
Klockorna i Gamla stan (1946).

Den stora uppgången för Europafilm kom med Edvard Persson som blev en folkkär artist och vars filmer rönte mycket stor framgång över hela Sverige. Det var oftast soliga komedier med muntra budskap och ständiga lyckliga slut. Gustav Scheutz engagerade Weyler Hildebrand som i början av 1930-talet var regissör och manusförfattare till filmerna Muntra musikanter och Fridolf i lejonkulan (1933). Hildebrand regisserade även Söderkåkar av Gideon Wahlberg 1932 där Edvard Persson tonfilmdebuterade. Under 1940-talet producerades kostymfilmer som Lasse-Maja (1941) och Åke Ohbergs Snapphanar (1942) med manus av Karl Ragnar Gierow.
1946 spelade Europafilm in Sveriges första färgfilm, Klockorna i Gamla stan. Den filmades i Cinecolor med Edvard Persson i huvudrollen. Bolaget kunde 1946 fira mottagandet av totalt nio Charlie-statyetter, ett kortlivat filmpris, för Åsa-Hanna med manus av Barbro Alving och Elin Wägner och Anders Henriksons Blod och Eld. 1948 köpte Europafilm tillsammans med Anders Sandrew filmlaboratoriet AB Film Labor.
För Leva på "Hoppet" i regi av Göran Gentele mottog Europafilm en silverbjörn vid filmfestivalen i Berlin. Gentele gjorde även komedier som Fröken April (1958) och Sängkammartjuven (1959) för Europafilm. Från mitten på 1950-talet stagnerade Europafilm med färre produktioner och mindre publikdragande filmer. Dess tidigare stora dragplåster Edvard Persson avled 1957. I takt med introduktionen av TV i Sverige permanentades stagnationen för bolaget och branschen i stort. Det minskade antalet biobesök och högre produktionskostnader ledde till samarbeten med tidigare konkurrenter. Bolaget hade även en omfattande produktion av beställningsfilm: reklam-, skol- och informationsfilmer. Bolaget byggde upp en omfattande ljudkopieringsverksamhet.

### Renässans
När Bo Widerberg kritiserade den svenska filmen i början av 1960-talet kom Gustav Scheutz överraskande att erbjuda honom att göra film på Europafilm vilket ledde fram till de kritikerrosade filmerna Barnvagnen (1963) och Kvarteret Korpen (1963). Även Jörn Donner gjorde film på Europafilm sedan filmavtalet väckt Gustav Scheutz intresse för kvalitetsfilm. Roy Andersson gjorde filmen En kärlekshistoria (1970) för Europa Film efter att SF tackat nej.
I mitten av 1970-talet kom en ny uppgång för Europafilm med filmer som Janne Halldoffs Polare, Jack och Dante - akta're för Hajen!. 1979 kom Lasse Åbergs Repmånad som rönte stor framgång som sedan följdes upp 1980 med Sällskapsresan och som gjorde Åberg till en stor stjärna inom svensk film. Nu satsade Europafilm framåt med egna produktioner, inköp av filmer från utlandet och utbyggnad av sitt nya huvudkontor. Huvudkontoret förlades bredvid studiohusen på Tappvägen i Mariehäll i Bromma. Tidigare hade huvudkontoret med lager varit placerat på Kungsgatan 24 ovanför paradbiografen Saga.

### Nedgång och slutet
På grund av några felsatsningar i början av 1980-talets första år kom företaget i ekonomiskt trångmål. De främsta felsatsningarna gjordes av dåvarande VD:n Torbjörn Sjöberg som köpte distributionskontrakt till olika amerikanska filmer för visning i Sverige. Kontrakten gjordes upp i dollar och när sedan dollarn ökade i värde med 100 % blev filmerna dubbelt så dyra i inköp. Sedan gjordes mastodontsatsningen Kalabaliken i Bender som blev ett ekonomiskt misslyckande.
Det konkursmässiga Europafilm köptes 1984 av Bonniers från ägarfamiljen Scheutz för 22 miljoner kronor. Scheutz fusionerade därefter med sitt film- och biografbolag Svensk Filmindustri. Europafilms tidigare studioateljéer i Bromma köptes av grammofonbolaget Sonet. Under den här tiden producerades den film som avsåg att dra upp Europafilm ur nedgången - Sällskapsresan II – Snowroller.

## Verkställande direktörer
- Gustav Scheutz 1930–1967
- Ejnar Gunnarholm 1967–1977
- Torbjörn Sjöberg 1977–1984

## Grammofonavdelningen
Europafilm hade också en grammofonavdelning som bedrev omfattande skivutgivning. Under 1970-talet gav man på etiketten Ljudspår bland annat ut en rad plattor med proggrörelsen närstående musiker. Bland utgivningarna märks Fläsket brinner,  Björn Isfält, Mikael Ramel, Janne Schaffer, Skäggmanslaget, Bernt Staf, Ted Ström, Lasse Tennander, Vargen, Rolf Wikström, Vildkaktus, Cornelis Vreeswijk, Tom Zacharias och Finn Zetterholm.

## Filmproduktioner i urval
| År   | Titel                                      | Regissör                                   |
| ---- | ------------------------------------------ | ------------------------------------------ |
| 1931 | Kärlek och landstorm                       | John Lindlöf och Schamyl Bauman            |
| 1932 | Söderkåkar                                 | Weyler Hildebrand                          |
| 1932 | Muntra musikanter                          | Weyler Hildebrand                          |
| 1932 | Ett skepp kommer lastat                    | Thure Alfe                                 |
| 1933 | Lördagskvällar                             | Schamyl Bauman                             |
| 1933 | Hemliga Svensson                           | Schamyl Bauman                             |
| 1934 | Fridolf i lejonkulan                       | Weyler Hildebrand                          |
| 1933 | Den farliga leken                          | Weyler Hildebrand                          |
| 1934 | Kvinnorna kring Larsson                    | Schamyl Bauman                             |
| 1934 | Hon eller ingen                            | Gösta Rodin                                |
| 1934 | Flickorna från Gamla Sta'n                 | Schamyl Bauman                             |
| 1934 | Äventyr på hotell                          | Gösta Rodin                                |
| 1935 | Tjocka släkten                             | Sölve Cederstrand                          |
| 1935 | Skärgårdsflirt                             | Arne Bornebusch                            |
| 1935 | Larsson i andra giftet                     | Schamyl Bauman                             |
| 1935 | Flickor på fabrik                          | Sölve Cederstrand                          |
| 1936 | Våran pojke                                | Arne Bornebusch                            |
| 1936 | Söder om landsvägen                        | Gideon Wahlberg                            |
| 1936 | Raggen - det är jag det                    | Schamyl Bauman                             |
| 1936 | Kvartetten som sprängdes                   | Arne Bornebusch                            |
| 1936 | Familjen som var en karusell               | Schamyl Bauman                             |
| 1937 | Skicka hem nr. 7                           | Schamyl Bauman                             |
| 1937 | Bergslagsfolk                              | Gunnar Olsson                              |
| 1937 | Än leva de gamla gudar                     | Schamyl Bauman                             |
| 1938 | Storm över skären                          | Ivar Johansson                             |
| 1938 | Sol över Sverige                           | Arne Bornebusch                            |
| 1938 | Kustens glada kavaljerer                   | Ragnar Arvedson                            |
| 1938 | I nöd och lust                             | Ivar Johansson                             |
| 1938 | Du gamla du fria                           | Gunnar Olsson                              |
| 1939 | Vi på Solgläntan                           | Gunnar Olsson                              |
| 1939 | Spöke till salu                            | Ragnar Arvedson                            |
| 1939 | Skanör-Falsterbo                           | Emil A. Pehrsson                           |
| 1939 | Kalle på Spången                           | Emil A. Pehrsson                           |
| 1939 | Frun tillhanda                             | Gunnar Olsson                              |
| 1940 | Romans                                     | Åke Ohberg                                 |
| 1940 | Hennes melodi                              | Thor Brooks                                |
| 1940 | Hanna i societén                           | Gunnar Olsson                              |
| 1940 | En sjöman till häst                        | Emil A. Pehrsson                           |
| 1940 | Blyge Anton                                | Emil A. Pehrsson                           |
| 1940 | ... som en tjuv om natten                  | Börje Larsson och Ragnar Arvedson          |
| 1941 | Ung dam med tur                            | Ragnar Arvedson                            |
| 1941 | Soliga Solberg                             | Emil A. Pehrsson                           |
| 1941 | Snapphanar                                 | Åke Ohberg                                 |
| 1941 | Så tuktas en äkta man                      | Ragnar Arvedson                            |
| 1941 | Lasse-Maja                                 | Gunnar Olsson                              |
| 1942 | Stinsen på Lyckås                          | Emil A. Lingheim                           |
| 1942 | Sol över Klara                             | Emil A. Lingheim                           |
| 1942 | Kvinnan tar befälet                        | Gunnar Olsson                              |
| 1942 | Fallet Ingegerd Bremssen                   | Anders Henrikson                           |
| 1942 | En äventyrare                              | Gunnar Olsson                              |
| 1943 | När ungdomen vaknar                        | Gunnar Olsson                              |
| 1943 | Livet på landet                            | Bror Bügler                                |
| 1943 | En flicka för mej                          | Börje Larsson                              |
| 1943 | Elvira Madigan                             | Åke Ohberg                                 |
| 1944 | Vår Herre luggar Johansson                 | Sigurd Wallén                              |
| 1944 | Stopp! Tänk på något annat                 | Åke Ohberg                                 |
| 1944 | Skeppar Jansson                            | Sigurd Wallén                              |
| 1944 | När seklet var ungt                        | Gunnar Olsson                              |
| 1944 | Hemsöborna                                 | Sigurd Wallén                              |
| 1944 | Gröna Hissen                               | Börje Larsson                              |
| 1945 | Trötte Teodor                              | Anders Henrikson och Bengt Janzon          |
| 1945 | Flickor i hamn                             | Åke Ohberg                                 |
| 1945 | Den glade skräddaren                       | Gunnar Olsson                              |
| 1945 | Blod och eld                               | Anders Henrikson                           |
| 1945 | Änkeman Jarl                               | Sigurd Wallén                              |
| 1946 | Möte i natten                              | Hasse Ekman                                |
| 1946 | Medan porten var stängd                    | Hasse Ekman                                |
| 1946 | Klockorna i Gamla Sta'n                    | Ragnar Hyltén-Cavallius                    |
| 1946 | Det glada kalaset                          | Lennart Wallén och Bengt Ekerot            |
| 1946 | Brita i grosshandlarhuset                  | Åke Ohberg                                 |
| 1946 | Barbacka                                   | Bengt Ekerot                               |
| 1946 | Åsa-Hanna                                  | Anders Henrikson                           |
| 1947 | Nyckeln och ringen                         | Anders Henrikson                           |
| 1947 | Jens Månsson i Amerika                     | Bengt Janzon                               |
| 1947 | Får jag lov, magistern!                    | Börje Larsson                              |
| 1947 | En fluga gör ingen sommar                  | Hasse Ekman                                |
| 1947 | Det vackraste på jorden                    | Anders Henrikson                           |
| 1947 | Bröllopsnatten                             | Bodil Ipsen                                |
| 1948 | Vart hjärta har sin saga                   | Bror Bügler                                |
| 1948 | Var sin väg                                | Hasse Ekman                                |
| 1948 | Janne Vängmans bravader                    | Gunnar Olsson                              |
| 1948 | Glada paraden                              | Emil A. Lingheim och Nils-Gustaf Holmquist |
| 1948 | Flickan från fjällbyn                      | Anders Henrikson                           |
| 1949 | Sven Tusan                                 | Gösta Stevens                              |
| 1949 | Kvinnan som försvann                       | Anders Ångström                            |
| 1949 | Janne Vängman på nya äventyr               | Gunnar Olsson                              |
| 1949 | Huset no. 17                               | Gösta Stevens                              |
| 1949 | Boman får snurren                          | Åke Söderblom                              |
| 1950 | Ung och kär                                | Åke Ohberg och Per Gunvall                 |
| 1950 | Restaurant Intim                           | Hampe Faustman                             |
| 1950 | Regementets ros                            | Bengt Järrel                               |
| 1950 | Pimpernel Svensson                         | Emil A. Lingheim                           |
| 1952 | Janne Vängman i farten                     | Gunnar Olsson                              |
| 1952 | Farlig kurva                               | Egil Holmsen                               |
| 1952 | Drömsemester                               | Gösta Bernhard                             |
| 1953 | Marianne                                   | Egil Holmsen                               |
| 1953 | Kungen av Dalarna                          | Emil A. Lingheim och Gösta Bernhard        |
| 1953 | Göingehövdingen                            | Åke Ohberg                                 |
| 1953 | Flickan från Backafall                     | Bror Bügler                                |
| 1954 | En natt på Glimmingehus                    | Torgny Wickman                             |
| 1955 | Janne Vängman och den stora kometen        | Bengt Palm                                 |
| 1955 | Giftas                                     | Anders Henrikson                           |
| 1956 | Rätten att älska                           | Mimi Pollak                                |
| 1956 | Kalle Stropp, Grodan Boll och deras vänner | Hasse Funck                                |
| 1956 | Ett dockhem                                | Anders Henrikson                           |
| 1956 | Där möllorna gå...                         | Bengt Järrel                               |
| 1957 | Värmlänningarna                            | Göran Gentele                              |
| 1957 | Enslingen Johannes                         | Gösta Bernhard                             |
| 1958 | Fröken April                               | Göran Gentele                              |
| 1959 | Sängkammartjuven                           | Göran Gentele                              |
| 1961 | Ljuvlig är sommarnatten                    | Arne Mattsson                              |
| 1963 | Kvarteret Korpen                           | Bo Widerberg                               |
| 1967 | Elvira Madigan                             | Bo Widerberg                               |
| 1969 | Miss and Mrs. Sweden                       | Göran Gentele                              |
| 1970 | En kärlekshistoria                         | Roy Andersson                              |
| 1976 | Sven Klangs kvintett                       | Stellan Olsson                             |
| 1979 | Repmånad                                   | Peter Hald och Lasse Åberg                 |
| 1980 | Sällskapsresan                             | Lasse Åberg                                |
| 1981 | Göta kanal eller Vem drog ur proppen?      | Hans Iveberg                               |
| 1982 | Gräsänklingar                              | Hans Iveberg                               |
| 1983 | Lyckans ost                                | Kjell Sundvall                             |
| 1983 | Kalabaliken i Bender                       | Mats Arehn                                 |